# 300 (pel·lícula)
300 és una pel·lícula estatunidenca del 2007, dirigida per Zack Snyder. És una adaptació de la novel·la gràfica homònima de Frank Miller sobre la Batalla de les Termòpiles. Va ser filmada en la seva major part per una superposició de croma per ajudar a reproduir les imatges del còmic original. S'ha doblat i subtitulat al català.
El rei Leònides (Gerard Butler) porta 300 espartans en la batalla contra el «rei-déu» persa Xerxes (Rodrigo Santoro) i el seu exèrcit de més d'un milió de soldats. A mesura que la batalla avança, la reina Gorgo (Lena Headey) intenta reunir el suport d'Esparta perquè s'uneixi al seu marit. La història és narrada pel soldat espartà Dilios (David Wenham).
300 es va estrenar tant en cinemes convencionals com en IMAX als Estats Units el 9 de març del 2007, i en DVD, Blu-ray i HD DVD el 31 de juliol del 2007. Va ser la 24a pel·lícula amb millor obertura de taquilla de tota la història, tot i que els crítics estaven dividits sobre el seu aspecte i estil: uns n'aclamaven l'originalitat, mentre que altres el criticaven per la caracterització i descripció dels perses.

## Argument
La història comença amb la narració de la infantesa de Leònides i del seu entrenament per ser el pròxim rei. Anys més tard, ja sent rei d'Esparta, arriba un emissari persa del rei Xerxes que li comunica que ha de pagar un tribut de «terra i aigua» com a prova de la submissió d'Esparta a Pèrsia. Leònides s'hi nega i el mata tirant-lo a un pou.
Després d'això, decidit a plantar cara a l'exèrcit persa, ordena al seu capità més fidel que reuneixi 300 dels millors guerrers espartans i es dirigeixen al pas de les Termòpiles en contra de l'opinió del consell espartà i dels èfors, que auguraven un funest destí per a tota Grècia.
Xerxes comença a enviar tropes que van caient successivament davant els tres-cents guerrers espartans. Al lluitar en un lloc estret, l'avantatge numèric que tenia l'exèrcit persa desapareix en bona part i fa que els espartans puguin resistir durant més temps.
Mentrestant, a Esparta, a causa de l'absència de Leònides, Cimó, un conseller de Leònides i traïdor a la pàtria, fa tot el possible per convèncer el consell de no donar suport a Leònides en la seva lluita contra Xerxes, fins que en mitja reunió davant del consell insulta l'esposa de Leònides tractant-la de prostituta. Ofesa, la reina Gorgo apunyala Cimó i li fa caure una bossa de monedes perses que mostren que en realitat és un traïdor.
En aquest moment, Efialtes, un home exiliat per tenir el cos deformat, visita Leònides per oferir-li els seus serveis, però és rebutjat en no poder lluitar com els altres espartans. Així que visita Xerxes, i a canvi d'un uniforme, riquesa, luxes i dones, li explica que hi ha un camí ocult que usen els pastors i per on pot fer passar el seu exèrcit per situar-se darrere la rereguarda espartana i matar-los a tots.
Leònides, en assabentar-se'n, es limita a enviar l'espartà Dilios com a emissari a Esparta per avisar el seu poble, perquè ja sap que el final és imminent.
Xerxes envolta amb el seu immens exèrcit els espartans supervivents i li torna a fer l'oferta que li havia fet abans de començar la guerra: nomenar-lo cabdill de Grècia a canvi que s'agenolli davant seu. Leònides fa l'intent de cedir, però a l'últim moment tots els espartans ataquen els homes de Xerxes. El mateix Leònides fereix Xerxes llançant-li una llança a la cara. Finalment, tots els espartans (inclòs Leònides) cauen sota la pluja de fletxes dels arquers medes.
Després de la batalla, el guerrer Dilios, l'emissari que havia enviat Leònides a Esparta, relata la mort de Leònides mentre estan davant els exèrcits perses moments abans de la batalla de Platea.

## Repartiment
| Intèrpret          | Actor de Doblatge     | Personatge     |
| ------------------ | --------------------- | -------------- |
| Gerard Butler      | Jordi Boixaderas      | Rei Leònides   |
| Lena Headey        | Victòria Pagès        | Reina Gorgo    |
| David Wenham       | Carles Di Blasi       | Dilios         |
| Dominic West       | Manel Gimeno          | Theron         |
| Michael Fassbender | Xavier Fernández      | Stélios        |
| Vincent Regan      | Alfonso Vallés        | Capità Artemis |
| Rodrigo Santoro    | Sergi Zamora          | Rei Xerxes     |
| Andrew Tiernan     | José Javier Serrano   | Efialtes       |
| Andrew Pleavin     | Ramon Canals          | Daxos          |
| Tom Wisdom         | Albert Trifol Segarra | Astinos        |
| Greg Kramer        | Jordi Vilaseca        | Èfor           |